# اچ‌ام‌ای‌اس سسنوک (جی۱۷۵)
اچ‌ام‌ای‌اس سسنوک (جی۱۷۵) (به انگلیسی: HMAS Cessnock (J175)) یک کشتی بود که طول آن ۱۸۶ فوت (۵۷ متر) بود. این کشتی در سال ۱۹۴۱ ساخته شد.